# Ernesto Ledesma
Ernesto Sebastián Ledesma (Montevideo, 23 ottobre 1930 – Montevideo, 19 gennaio 2011) è stato un calciatore uruguaiano, di ruolo attaccante.
Pur giocando anche in Brasile e in Cile, ha legato il suo nome principalmente ai colori del Peñarol con cui ha vinto cinque titoli in patria (1953, 1954, 1961, 1964 e 1965), la Libertadores 1961 e l'Intercontinentale 1961 contro i campioni d'Europa del Benfica.

## Palmarès

### Competizioni nazionali
- Campionato uruguaiano: 5

Peñarol: 1953, 1954, 1961, 1964, 1965

#### Competizioni internazionali
- Coppa Libertadores: 1

Peñarol: 1961
- Coppa Intercontinentale: 1

Peñarol: 1961